# 오음약보
오음약보(五音略譜)는 한국에서 전통적으로 사용한 기보법의 하나이다. 조선 세조 때 만들어 쓰던 기보법으로, 《세조실록》·《대악후보(大樂後譜)》·《시용향악보(時用鄕樂譜)》에 썼으나 그 후에는 별로 쓰지 않았다.
기본음(基本音)을 宮(궁)이라 적고, 그 음악의 음계에 따라 궁의 바로 위 음부터 차례로 上一·上二·上三…으로 궁의 바로 아래음부터 차례로 下一·下二·下三…으로 적어나간다. 이 오음약보는 5음계로 된 음악에 주로 쓰이는 것이므로 향악에 알맞고 7음계인 아악은 공척보(工尺譜)의 문자를 빌려 쓴다. 궁은 계이름이지 음이름이 아니므로 음높이를 정하기 위하여 악보 처음에 황종궁(黃種宮) 혹은 협종궁(夾鐘宮)이라고 적는다.
또 5음약보는 음계를 미리 알아야 그 음계에 따라 음을 찾아 연주하는 것이므로 먼저 평조(平調) 혹은 계면조(界面調)라는 것을 밝힌다.
- 계면조에서는 宮과 上一과는 단3도, 上二와는 4도, 上三과 5도, 上四와는 단7도가 되고, 宮과 下一과는 장2도, 下二와는 4도, 下三과는 5도, 下四와는 장6도가 된다.
- 평조에서는 宮과 上一과는 장2도, 上二와는 4도, 上三과 5도, 上四와는 장6도가 되고, 宮과 下一과는 단3도, 下二와는 4도, 下三과는 5도, 下四와는 단7도가 된다.

## 같이 보기
- 정간보